# つきあい方の科学
『つきあい方の科学』(The Evolution of Cooperation)とは1984年にアメリカの政治学者ロバート・アクセルロッドによって書かれたゲーム理論の研究である。

## 概要
1943年に生まれたアクセルロッドは数学をシカゴ大学で専攻した後にイェール大学で博士号を取得し、カリフォルニア大学で研究を行っている。この著作はゲーム理論を駆使した人間の協調行動についての研究であり、利己的な人間であっても協調関係が成立することがありうるのかを検討している。また囚人のジレンマの問題について複数の戦略をプログラムとして募集し、総当りでどの戦略が有効かを検討した結果についても触れられている。本書の章立ては第1部序論、第2部協調関係の出現、第3部親交も先行きの見通しもない協調関係、第4章当事者と調停者へのアドバイス、第5章結論から成り立っている。
本書で取り上げられている問題は協調関係が出現する原因である。ホッブズは利己的な諸個人を想定しながら政府が成立する以前に自然状態を万人の万人に対する闘争として定式化したが、これはゲーム理論的にはゼロ和ゲームと言える状態である。その対立関係は自分自身の利益を追求することによってもたらされる必然的な帰結である。つまり逆に言えば、利己的な諸個人は協調行動をもたらすことができないということになる。しかしアクセルロッドは個人の動機についてより総合的な想定を準備し、協調関係の条件についての理論をより発展させようとした。
結論として本書では利己主義者の間であっても協調関係が成立しうるということを理論的に明らかにした。このような逆説的な帰結について論じるためにアクセルロッドは協調関係が進化する過程を描き出している。この進化論的手法による分析の基礎にある考え方は自然選択である。つまり成功した行動は将来においてより頻繁に行われるようになるという原理に基づいている。そして、この原理に即して考えれば協調関係は初期の活力、勢力の拡大、関係の安定性において他の関係と比べてより優れている。またゲーム理論における複数の戦略を競わせた結果、しっぺ返し戦略が最も成功した戦略であった理由として、相手よりも高得点を獲得したことはないにもかかわらず、相手の協調行動を引き出すことができたことにあると分析されている。

## 批判
ケン・ビンモアをはじめとしてゲーム理論の研究者による批判も多い。

## 文献情報
- The Evolution of Cooperation, (Basic Books, 1984).
  - 松田裕之訳『つきあい方の科学――バクテリアから国際関係まで』（CBS出版, 1987年／ミネルヴァ書房, 1998年）